# لوتشيو جيلي
لوتشيو جيلي (بالإيطالية: Licio Gelli)‏ هو ممول إيطالي، معروف بشكل رئيسي بدوره في فضيحة أمبروسيانو بانكو [الإنجليزية]. وفي العام 1981 تم الكشف عن كونه كونه ضابط المحفل السري الدعاية الغامضة [الإنجليزية] وذلك خلال اتهامه بالتعاون مع اليمين المتطرف لتنفيذ عمليات إرهابية.